# Oumm Ghouwailina (métro de Doha)
Oumm Ghouwailina (en arabe : أم غويلينة, en anglais : Umm Ghuwailina) est une station sur la Ligne Rouge du métro de Doha.

## Histoire
La station est mise en service le 8 mai 2019.

## Services aux voyageurs

### Intermodalité
- Metrolink : M116 (Umm Ghuwailina)
- Metrolink : M117 (Najma, Al Mansoura)
- Metrolink : M118 (Al Mansoura and Najma)
- Metrolink : M139 (Al Hilal and Nuaija)